# Papilio ambrax
Papilio ambrax är en fjärilsart som beskrevs av Jean Baptiste Boisduval 1832. Papilio ambrax ingår i släktet Papilio och familjen riddarfjärilar. Inga underarter finns listade i Catalogue of Life.

## Bildgalleri

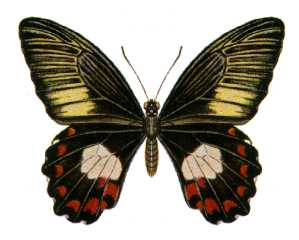